# Peter Gay
Peter Joachim Gay (født Fröhlich 20. juni 1923 i Berlin, død 12. maj 2015) var en amerikansk historiker med tysk-jødisk baggrund.

## Biografi
Han gik på Goethe-gymnasiet. Efter at have oplevet Krystalnatten i 1938, flygtede han fra Nazi-Tyskland i 1939. Hans familie havde først bestilt pladser på skibet SS St. Louis, et skib med jødiske flygtninge som blev nægtet indrejsevisum i USA ved ankomsten. Ved en lykkelig omstændighed besluttede de dog at ændre rejseplaner og valgte en tidligere afrejsedato til Cuba. Han ankom til USA i 1941 og fik amerikansk statsborgerskab i 1946 hvor han samtidig ændrede sit navn fra Fröhlich (tysk for "glad") til Gay. Gay gik på universitetet i Denver, hvor han fik bachelorgraden i 1946 og på Columbia University hvor han tog magister graden i 1947 og blev Ph.d. i 1951. Gay var professor i Statskundskab på Columbia University i perioden 1948-1955 og professor i historie 1955-1969. Han underviste på Yale fra 1969 til sin pension i 1993. I 1959 blev han gift med Ruth Slotkin (død 2006) og har 3 stedbørn. 
Gay's primære interesse var idehistorie. Hans bog fra 1959, Voltaire's Politics undersøgte den politiske side af Voltaires virke og hvordan dette havde indflydelse på de idéer som han fremsatte i sine skrifter. Gay opfulgte bogens succes med et bredere historisk værk om oplysningstiden, The Enlightenment: An Interpretation (2 bind, 1966-1969), et værk han modtog den prestigefyldte amerikanske pris "National Book Award" for i 1967 og prisen "Mecher Book Prize". Bogen Weimar Culture fra 1968 var et for den tid banebrydende kulturhistorisk værk om Weimarrepublikken. Fra 1978 med bogen Freud, Jews and Other Germans, en undersøgelse af freudianske idéers påvirkning af tysk kultur, vendte Gay  sin interesse mod psykologien. Mange af hans bøger fokuserer på psykoanalysens sociale indvirkning. 

## Priser
- AHA Award for akademisk udmærkelse.
- Jewish Distinction Award
- Civil Rights Awareness Award (Givet af NAACP)
- Geschwister-Scholl-Preis (München, 1999)

## Udvalgt bibliografi
- The Dilemma of Democratic Socialism: Eduard Bernstein's Challenge to Marx, 1952.
- Voltaire's Politics: The Poet as Realist, 1959.
- The Party of Humanity: Essays in the French Enlightenment, 1964.
- The Enlightenment: An Interpretation: The Rise of Modern Paganism, 1966.
- The Loss of Mastery: Puritan Historians in Colonial America, 1966.
- Weimar Culture: The Outsider as Insider, 1968.
- The Enlightenment: An Interpretation: The Science of Freedom, 1969.
- The Bridge of Criticism: Dialogues on the Enlightenment, 1970.
- Freud, Jews, and Other Germans: Masters and Victims in Modernist Culture, 1978.
- The Bourgeois Experience: Victoria to Freud – 5 bind, 1984-1998 (inkluderer The Education of the Senses og The Cultivation of Hatred)
- Freud for Historians, 1985.
- A Godless Jew: Freud, Atheism, and the Making of Psychoanalysis, 1987.
- Freud: A Life for Our Time, 1988.
- Reading Freud: Explorations & Entertainments, 1990.
- The Cultivation of Hatred, 1993.
- The Enlightenment and the Rise of Modern Paganism revideret udgave, 1995.
- My German Question: Growing Up in Nazi Berlin, 1998 (selvbiografi).
- Mozart, 1999.
- Schnitzler's Century, 2002.
- Modernism: The Lure of Heresy, 2007.

## References
- Toews, John "Historicizing Psychoanalysis: Freud in His Time and of Our Time" siderne 504-545 i:Journal of Modern History, vol. 63, 1991.